# 芸術監督
芸術監督（げいじゅつかんとく）は、劇場、歌劇場、音楽祭などの芸術面における総責任者。特に欧州の劇場の場合に劇場支配人や総裁と訳されることが多い。日本語で言う芸術監督は英語の職名によるもの。

## 仕事
演目、演者の招聘、決定。また、劇場の通年の興行スケジュールの調整によって劇場ごとの芸術的な特徴を演出する。特に歌劇場では音楽監督や指揮者、演出家の選考にも関わる。また、芸術監督が演出家や指揮者を兼任する例もある。
欧州と比較すると日本の劇場においては、制度的な違いもあり、人事権や予算執行権等の強い権限を持っていないことが多いとされる。

## 日本の芸術監督
- 尾高忠明、宮田慶子、デヴィッド・ビントレー - 新国立劇場
- 野田秀樹 - 東京芸術劇場
- 野村萬斎 - 世田谷パブリックシアター
- 佐藤信 - 座・高円寺
- 宮本亜門 - 神奈川芸術劇場
- 蜷川幸雄、近藤良平 - 彩の国さいたま芸術劇場
- 熊川哲也- Bunkamuraオーチャードホール / Kバレエ カンパニー
- 串田和美 - まつもと市民芸術館
- 佐渡裕 - 兵庫県立芸術文化センター
- ペーター・ゲスナー - 調布市せんがわ劇場
- 奈木隆 - 富山市芸術文化ホール
- 勅使川原三郎 - 愛知県芸術劇場